# (192220) Oicles
(192220) Oicles ist ein Asteroid aus der Gruppe der Jupiter-Trojaner, die auf den Lagrange-Punkten auf der Bahn des Planeten Jupiter um die Sonne laufen. Er befindet sich am Lagrange-Punkt L4, das heißt, er läuft Jupiter in dessen Umlaufbahn um die Sonne um 60° voraus.
Er wurde am 14. September 2007 von den deutschen Amateurastronomen Rainer Kling und Erwin Schwab von der Hans-Ludwig-Neumann-Sternwarte (IAU-Code B01) auf dem Kleinen Feldberg im Taunus aus entdeckt. Laut Erwin Schwab hat der Asteroid einen Durchmesser von etwa 15 Kilometer.

## Benennung
Jupiter-Trojaner werden nach Kämpfern im Trojanischen Krieg benannt: vorauseilende wie (192220) Oicles nach griechischen und nacheilende nach trojanischen Helden. Ausnahmen bilden (617) Patroclus und (624) Hektor, die vor Einführung dieser Regelung benannt wurden. Als Referenz dient hauptsächlich die Ilias, aber auch – wie bei diesem Asteroiden – die Odyssee von Homer.
Der Asteroid (192220) wurde am 26. Juli 2010 nach dem Griechen Oikles (griechisch: Οἰκλῆς), König von Argos und Vater des Amphiaraos, benannt. Er begleitete Herakles im Kampf gegen den trojanischen König Laomedon, der Oikles tötete, als dieser die griechischen Schiffe bewachte.
Oikles wird nicht in der Ilias, sondern in der Odyssee erwähnt, als Sohn des Antiphates. In der Ilias wird der Tod von Antiphates beschrieben. Laut der offiziellen Benennung in den Minor Planet Center Circulars ist sein Vater hingegen Mantios, der Bruder Antiphates’. Diese Familienbeziehung findet sich allerdings nur bei Pausanias, einem griechischen Reiseschriftsteller.